# Madárfej-félsziget

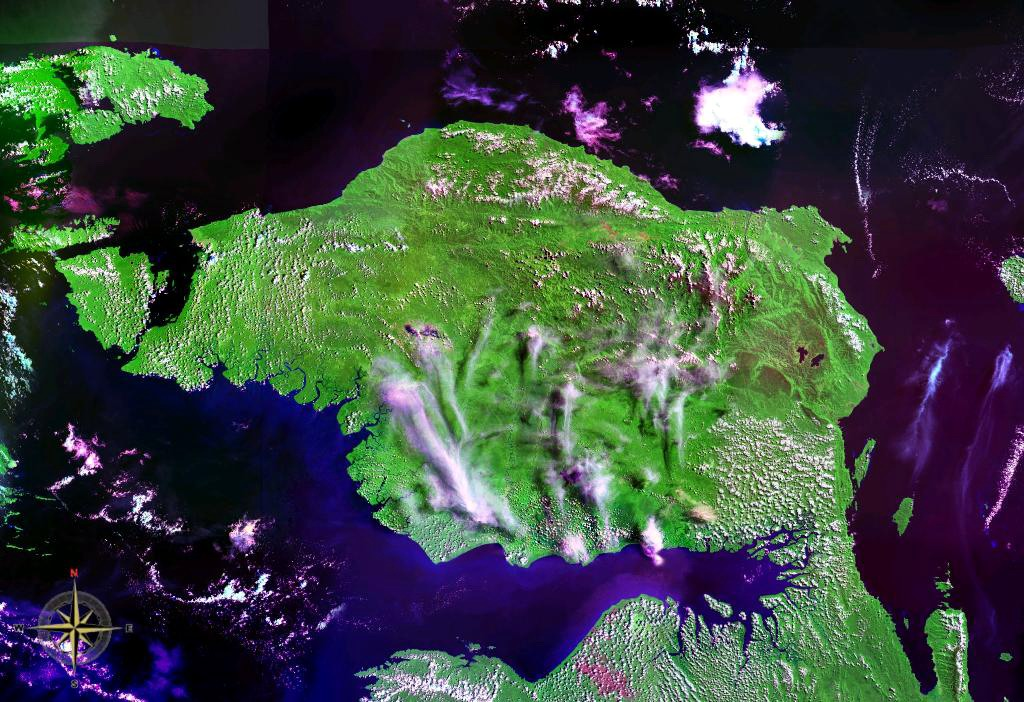
A Madárfej-félsziget műholdképe

A Madárfej-félsziget (más néven Doberai-félsziget) Új-Guinea félszigete Indonézia Nyugat-Pápua tartományának északnyugati részén.

## Földrajzi elhelyezkedése
A Madárfej-félsziget Új-Guinea északnyugati végén fekszik. Mintegy 200×300 kilométer nagyságú.

## Élővilága

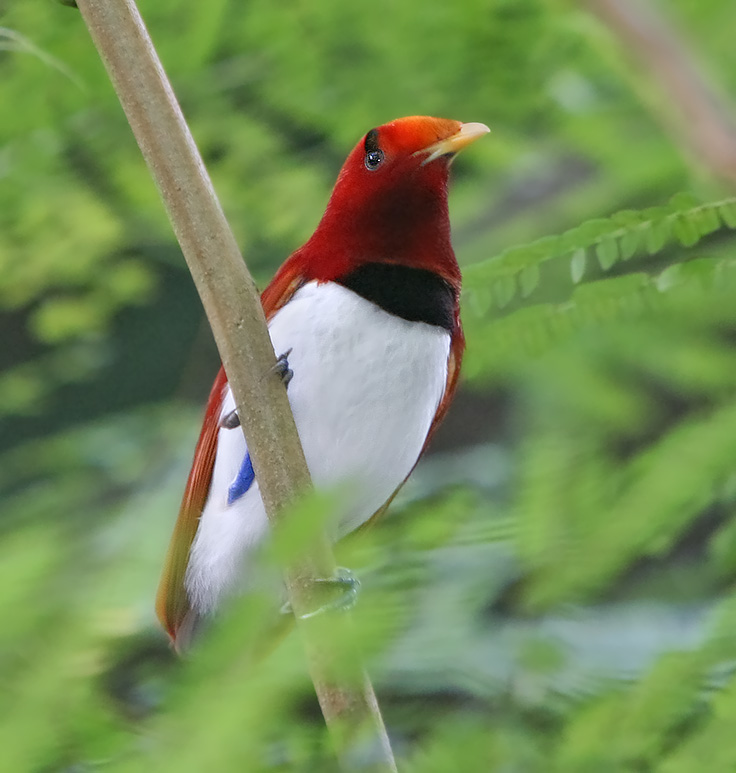
A király-paradicsommadár az egyik a több mint 300 madárfajból a félszigeten

A félsziget a Madárfej-hegység trópusi ökorégiója. Ez több mint 22 000 km². Ezen erdők több mint 50%-a védett területek részét képezi. Több mint 300 madárfaj él a félszigeten, amelyből legalább 20 egyedülálló az ökorégiójában, és néhány csak nagyon kicsi területen fordul elő. Ezek közé tartozik a fehérarcú apácapinty, a kertészmadár és a király-paradicsommadár.
Az útépítés, az illegális fakitermelés, a mezőgazdaság terjeszkedése és a kereskedelmi felnevelési program veszélyezteti a fajokat az ökorégión belül. A Teluk Cenderawasih Nemzeti Park a félsziget délnyugati régiójában található.

## Kultúra
Régészeti leletek arra utalnak, hogy már 26 000 évvel ezelőtt is léteztek itt települések. Ma a legtöbb ember a part menti falvakban él, de kisebb csoportok belül is vannak. A falusiak önellátó gazdálkodásból élnek, kopra, rizs, kukorica és földimogyoró termesztésével, valamint vadászattal foglalkoznak. A legnagyobb települések Sorong városa a nyugati és Manokwari városa a keleti részen.
A félszigeten számos hagyományos nyelv létezik, ezek a déli-madárfej nyelvekhez, a nyugati-madárfej nyelvekhez vagy a nyugat-pápuai nyelvekhez tartoznak.

## Fordítás
- Ez a szócikk részben vagy egészben  a   Bird's Head Peninsula című angol Wikipédia-szócikk fordításán alapul.  Az eredeti cikk szerkesztőit annak laptörténete sorolja fel. Ez a jelzés csupán a megfogalmazás eredetét és a szerzői jogokat jelzi, nem szolgál a cikkben szereplő információk forrásmegjelöléseként.